# 城六区

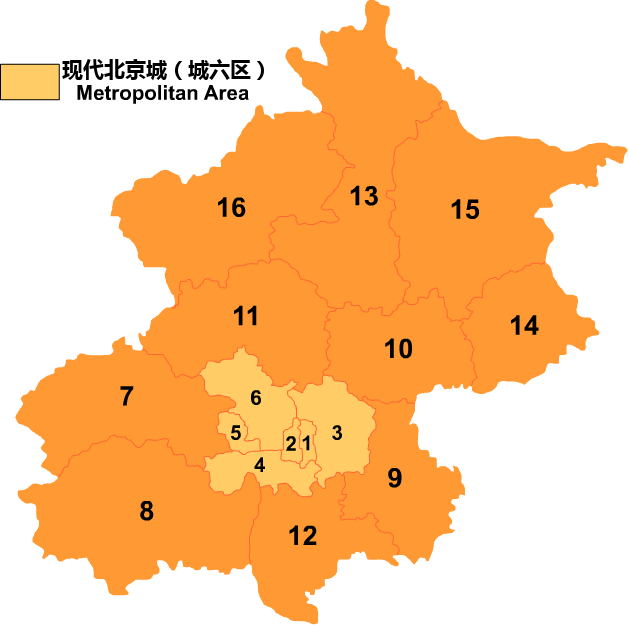
城六区在北京市的位置

北京城六区是指北京市中心城区和拓展区，即原中心城区东城区、西城区，原近郊区海淀区、朝阳区、丰台区、石景山区六区，面积约为1381平方公里，常住人口约为1137万人（2019年统计）。
“北京城六区”就是以前的“北京城八区”，范围、面积没有改變（“城六区”是现代语境下的北京城）：2010年7月1日中国国务院批准撤销原东城区、西城区、崇文区、宣武区四个区，由原东城区和崇文区合并成立新的东城区，西城区和宣武区合并成立新的西城区。这样北京市的市区行政结构就由以前的“城八区”变为“城六区”。城六区的跨度很大，当中包括了首都功能核心区的东城区和西城区，海淀区、朝阳区、丰台区、石景山区四区大部分属于城市功能扩展区，丰台河西和海淀的山后地区则较为偏远。
根據北京十三五規劃，2020年城六區的人口將控制在2014年人口的85%以下，以解決北京市區功能过多、人口聚集、交通拥堵等大城市病。